# Olé (bài hát của Adelén)
"Olé" là một bài hát năm 2014 do ca sĩ người Na Uy Adelén thể hiện. Bài hát chuẩn bị cho Giải vô địch bóng đá thế giới 2014 tổ chức ở Brasil và là đĩa đơn thứ 11 trong album tổng hợp One Love, One Rhythm – The 2014 FIFA World Cup Official Album. Bài hát đạt vị trí thứ 3 trên bảng xếp hạng âm nhạc ở Na Uy.

## Bố cục
"Olé" là một bản nhạc pop Latinh uptempo với ảnh hưởng của nhạc dance và pop rock. Bài hát có nhịp trống, âm nhạc theo phong cách Caribê và nhịp điện tử với giọng hát của Adelén. Bản thân bài hát có một nhịp bỏ qua khi nó thay đổi. Bài hát sử dụng mẫu từ "Na Na Hey Hey Kiss Him Goodbye" của Steam trong phần điệp khúc.

## Video âm nhạc
Video âm nhạc được đạo diễn bởi Ray Kay và được quay ở Rio de Janeiro.

## Xếp hạng
| Xếp hạng (2014)       | Vị trí cao nhất |
| --------------------- | --------------- |
| Na Uy (VG-lista)      | 3               |
| Ba Lan (Dance Top 50) | 50              |